# Phaonia mongolica
Phaonia mongolica är en tvåvingeart som beskrevs av Zinovjev 1980. Phaonia mongolica ingår i släktet Phaonia och familjen husflugor.
Artens utbredningsområde är Mongoliet. Inga underarter finns listade i Catalogue of Life.